# Подлошка
Подлошка (подметач, платна) је машински елемент који се користи у навојним спојевима. У већини случајева је то плочица кружног облика са отвором у средини. У зависности од конструкције, може имати различите функције, и то: осигурање навојних спојева од одвртања, равномернија расподела површинског притиска, преднапрезање навојног споја, изолација, заптивање и сл. Подлошке се израђују од различитих материјала у зависности од намене, али се најчешће користи челик, пластика и бакар.
Кроз отвор на подлошки пролази вијак. Подлошка се поставља између главе вијка (или навртке) и елемента који се спаја вијцима.

## Типови

### Равна (прстенаста) подлошка
Равна подлошка је, како јој име каже, равна кружна плочица са отвором у средини. Разликује се две врсте, обична и подлошка са великим спољашњим пречником. Обична равна подлошка обично има два пута већи спољашњи пречник од унутрашњег. Ова подлошка се користи за равномернију расподелу површинског притиска и као одстојник. Често се користи и из естетских разлога, тј. поставља се испод главе вијка и навртке како би се спречило оштећивање елемената који се спајају услед притезања вијка.
Израђују се углавном од челика, а ређе од пластике и бакра.

### Еластична подлошка, расцепљена
Расцепљена еластична подлошка се користи за осигуравање навојних спојева против одвртања. Још се назива и опружна подлошка. Кружног је облика, има отвор у средини и један зарез. На месту зареза, подлошка је благо савијена тако да су крајеви размакнути. Приликом притезања, крајеви подлошке се забијају у главу вијка (или навртку) и елемент који се спаја навојним спојем. На тај начин се спречава одвртање вијка и навртке.
Израђује се од челика за опруге.

### Еластична подлошка, конусна
Конусна еластична подлошка својим изгледом подсећа на равну подлошку. Конусног је облика и приликом притезања навојног споја се деформише и на тај начин се понаша као опруга. Са овим подлошкама је могуће направити преднапрегнуте спојеве тако да вијак има потребну силу притезања да недође до одвртања, али се у исто време дозвољава навојном споју мало „слободе“.
Израђује се од челика за опруге.

### Подлошка за назубљењем
Подлошка са наузбљењем служи за осигуравање навојних спојева од одвртања. Изгледа као равна подлошка, са том разликом што по спољашњем или унутрашњем обиму има зубе. Приликом притезања ови зуби се забијају у главу вијка или навртку и на тај начин спречавају одвртање.
Израђују се од челика.

### Подлошка за заптивање
Као што каже име, служи за заптивање. Изгледа као равна подлошка са том разлико што се израђује од бакра, пластике или гуме. Поставља се испод главе вијка у случајевима када се вијак користи као чеп. Бакарне подлошке се користе код великих притисака и температура.

### Гумена подлошка
Гумена подлошка је истог облика као равна подлошка. Користи се за заптивање или као виброизолатор.

### Подлошка за изолацију
Пластична подлошка је углавном истог облика као и равна подлошка са разликом што се израђује од материјала који не проводи струју и то углавном од разних врста пластике, бакелита и сл. Употребљава се у електротехници као изолатор између вијка и проводника.

## Материјали
Подлошке могу бити произведене од различитих материјала укључујући, али не ограничавајући се на:
- Челик – угљенични челик, челик за опруге, нерђајући челик А2 (304) и нерђајући челик А4 (316/316Л)
- Обојени метали - бакар, месинг, алуминијум, титанијум, гвожђе, бронза и цинк
- Легура – Силицијум бронза, инконел, монел и хастелој
- Пластика – Термопласти и термореактивни полимери као што су полиетилен, PTFE (тефлон)[2]
- Најлон – најлон 6, најлон 66, најлатрон и текамид MDS[3]
- Специјалност – Влакна, керамика, гума, филц, кожа, биметали и лискун
- Фенолни – Материјал има добру електричну изолацију, лаган је, жилав, има ниску апсорпцију влаге, отпоран је на топлоту и отпоран на хемикалије и корозију. Фенолне подлошке су замена за равне металне подлошке у случајевима када је потребна електрична изолација. Фенолне подлошке се штанцају од великих листова фенолног материјала. Термин „фенолна подлошка” се понекад користи за жигосане подлошке од ламинираних материјала као што су папир, платно и мајлар.

### Отпорност на корозију
Користе се бројне технике за побољшање отпорности на корозију одређених материјала за прање:
- Метални премази – Типични премази који се користе за производњу подлошки отпорних на корозију су цинк, кадмијум и никл. Превлака цинком делује као жртвовани површински слој који постаје жртва корозивних материјала пре него што се материјал подлошке може оштетити. Кадмијум ствара висококвалитетну заштитну површину, али је токсичан, биолошки и еколошки. Превлаке од никла пружају заштиту од корозије само када је завршни слој густ и непорозан.
- Галванизација – Ова метода укључује облагање подлошке електролитичким таложењем помоћу метала као што су хром или сребро.
- Фосфатирање – Отпорна, али абразивна површина се постиже уградњом слоја цинк-фосфата и уља за заштиту од корозије.
- Осмеђавање или заплављивање – Излагање подлошке (обично челика) хемијском једињењу или раствору алкалне соли изазива оксидациону хемијску реакцију, што резултира стварањем обојене површине отпорне на корозију. Интегритет премаза се може побољшати третирањем готовог производа уљем које истискује воду.
- Хемијско превлачење – Ова техника користи легуру никла и фосфора која се исталожи на површину машине за прање, стварајући површину изузетно отпорну на корозију и абразију.[4]

## Врста и облик
Амерички национални институт за стандарде (ANSI) обезбеђује стандарде за равне подлошке опште употребе. Тип А је серија челичних подлошки са широким толеранцијама, где прецизност није критична. Тип Б је серија равних подложака са мањим толеранцијама где су спољни пречници категорисани као „уски“, „обични“ или „широки“ за одређене величине вијака.
„Тип“ не треба мешати са „формом“ (али често јесте). Британски стандард за металне подлошке метричке серије (BS4320), написан 1968. године, сковао је термин „форма”. Обрасци иду од А до Г и диктирају спољашњи пречник и дебљину равних подложака.
- Форма А: Нормалан пречник, нормална дебљина
- Облик Б: Нормалан пречник, лагана дебљина
- Облик Ц: Велики пречник, нормална дебљина
- Облик Д: Велики пречник, лагана дебљина
- Форма Е: Нормалан пречник, нормална дебљина
- Форма Ф: Велики пречник, нормална дебљина
- Облик Г: Највећи пречник, већа дебљина.

'Форма' подлошке приликом поређења различитих типова материјала се често користи. У односу на BS4320 конкретно, подлошке форме од 'А' до 'Д' укључујући означене су подлошке од 'светлог метала' и испоручују се самостално обрађене од различитих метала укључујући: легуре челика, месинга, бакра, итд. С друге сране BS4320 форме подлошки од 'Е' до 'Г' означене су 'црне' (необложене) подлошке од меког челика, које су обично специфициране са додатним условом заштитног премаза.

## Стандардне метричке величине равних подлошки
Подлошке стандардних метричких величина које су еквивалентне БС4320 Форми А наведене су у табели испод. Мере у табели се односе на димензије подлошки које су описане на цртежу. Спецификације за стандардне метричке равне подлошке биле су познате као DIN 125 (повучене) и замењене са ISO 7089. DIN (Deutsches Institut für Normung - Немачки институт за стандардизацију) стандарди су издати за различите компоненте укључујући индустријске спојне елементе као метричке DIN 125 равне подлошке. DIN стандарди остају уобичајени у Немачкој, Европи и широм света, иако је у току прелазак на ISO стандарде. Стандарди DIN и даље се користе за делове који немају ISO еквиваленте или за које нема потребе за стандардизацијом.
| Номинлана завртка Величине, M (mm) | Номинлана завртка Величине, M (mm) | Корак завртња навој, P (mm) | Корак завртња навој, P (mm) | Пречник (mm)        | Пречник (mm) | Дебљина, H (mm) |
| 1. избор                           | 2. избор                           | Груб                        | фини                        | Унутрашњи отвор, d1 | Спољашњи, d2 | Дебљина, H (mm) |
| ---------------------------------- | ---------------------------------- | --------------------------- | --------------------------- | ------------------- | ------------ | --------------- |
| 1                                  |                                    | 0,25                        |                             | 1,1                 | 3            | 0,3             |
| 1,2                                |                                    | 0,25                        |                             | 1,3                 | 3,5          | 0,3             |
|                                    | 1,4                                | 0,3                         |                             | 1,5                 | 4            | 0,3             |
| 1,6                                |                                    | 0,35                        |                             | 1,7                 | 4            | 0,3             |
|                                    | 1,7                                |                             |                             | 1,8                 | 4,5          | 0,3             |
|                                    | 1,8                                | 0,35                        |                             |                     |              |                 |
| 2                                  |                                    | 0,4                         |                             | 2,2                 | 5            | 0,3             |
| 2,5                                |                                    | 0,45                        |                             | 2,7                 | 6            | 0,5             |
|                                    | 2,6                                |                             |                             | 2,8                 | 7            | 0,5             |
| 3                                  |                                    | 0,5                         |                             | 3,2                 | 7            | 0,5             |
|                                    | 3,5                                | 0,6                         |                             | 3,7                 | 8            | 0,5             |
| 4                                  |                                    | 0,7                         |                             | 4,3                 | 9            | 0,8             |
| 5                                  |                                    | 0,8                         |                             | 5,3                 | 10           | 1               |
| 6                                  |                                    | 1                           | 0,75                        | 6,4                 | 12           | 1,6             |
|                                    | 7                                  | 1                           |                             | 7,4                 | 14           | 1,6             |
| 8                                  |                                    | 1,25                        | 1                           | 8,4                 | 16           | 1,6             |
| 10                                 |                                    | 1,5                         | 1,25 или 1                  | 10,5                | 20           | 2               |
| 12                                 |                                    | 1,75                        | 1,5 или 1,25                | 13                  | 24           | 2,5             |
|                                    | 14                                 | 2                           | 1,5                         | 15                  | 28           | 2,5             |
| 16                                 |                                    | 2                           | 1,5                         | 17                  | 30           | 3               |
|                                    | 18                                 | 2,5                         | 2 или 1,5                   | 19                  | 34           | 3               |
| 20                                 |                                    | 2,5                         | 2 или 1,5                   | 21                  | 37           | 3               |
|                                    | 22                                 | 2,5                         | 2 или 1,5                   | 23                  | 39           | 3               |
| 24                                 |                                    | 3                           | 2                           | 25                  | 44           | 4               |
|                                    | 27                                 | 3                           | 2                           | 28                  | 50           | 4               |
| 30                                 |                                    | 3,5                         | 2                           | 31                  | 56           | 4               |
|                                    | 33                                 | 3,5                         | 2                           | 34                  | 60           | 5               |
| 36                                 |                                    | 4                           | 3                           | 37                  | 66           | 5               |
|                                    | 39                                 | 4                           | 3                           | 40                  | 72           | 6               |
| 42                                 |                                    | 4,5                         | 3                           | 43                  | 78           | 7               |
|                                    | 45                                 | 4,5                         | 3                           | 46                  | 85           | 7               |
| 48                                 |                                    | 5                           | 3                           | 50                  | 92           | 8               |
|                                    | 52                                 | 5                           | 4                           | 54                  | 98           | 8               |
| 56                                 |                                    | 5,5                         | 4                           | 58                  | 105          | 9               |
|                                    | 60                                 | 5,5                         | 4                           | 62                  | 110          | 9               |
| 64                                 |                                    | 6                           | 4                           | 66                  | 115          | 9               |
|                                    | 68                                 |                             |                             | 70                  | 120          | 10              |
| 72                                 |                                    |                             |                             | 74                  | 125          | 10              |
|                                    | 76                                 |                             |                             | 78                  | 135          | 10              |
| 80                                 |                                    |                             |                             | 82                  | 140          | 12              |
|                                    | 85                                 |                             |                             | 87                  | 145          | 12              |
| 90                                 |                                    |                             |                             | 93                  | 160          | 12              |
|                                    | 100                                |                             |                             | 104                 | 175          | 14              |